# Let Me Try Again
Let Me Try Again è il secondo album in studio della cantante britannica Tammy Jones, pubblicato nel 1975 dalla Epic Records.

## Tracce
1. Let Me Try Again – 3:10
2. I Am Woman – 2:38
3. The Wedding – 2:48
4. May You Always – 2:20
5. No Regrets – 3:01
6. While We're Still Young – 3:06
7. The Way We Were – 2:53
8. If Only I Could Live My Life Again – 2:22
9. Can I Trust You? – 2:43
10. Behind Closed Doors – 2:52
11. My Happiness – 2:41
12. My Way – 3:40

## Classifiche
| Classifica (1975) | Posizione massima |
| ----------------- | ----------------- |
| Regno Unito       | 38                |